# Estanislao López
Le brigadier général (équivalent de lieutenant général) Estanislao López (Santa Fe, 1786 - id., 1838) était un caudillo et chef militaire argentin. Il fut gouverneur de la province de Santa Fe entre 1818 et 1838 et l’une des grandes figures du camp fédéraliste. Opposé au pouvoir central du Directoire, il participa à la première phase des guerres civiles argentines, laquelle aboutit en 1820 à la reconnaissance de l’autonomie de sa province. Après une période de relative paix dans les années 1820, il eut à affronter les tentatives d’invasion des troupes unitaires du général Paz. Celui-ci finalement vaincu et fait prisonnier en 1831, López, dont l’état de santé déclinait, perdit néanmoins de son influence politique dans les années qui suivirent, les gouverneurs des autres provinces se ralliant en effet peu à peu au caudillo et dictateur portègne fédéraliste Rosas, ancien allié, mais désormais rival, de López.

## Enfance et jeunesse
Estanislao López naquit à Santa Fe comme fils illégitime d’un officier de milices nommé Juan Manuel Roldán, et fut baptisé du nom de famille de sa mère, López. Scolarisé à l’école franciscaine de sa ville natale, il partit, à l’âge de quinze ans, combattre sous les ordres de son père les indiens du Chaco.
En 1811, il prit part aux luttes pour l’indépendance dans la province de Corrientes et au Paraguay, sous le commandement de Manuel Belgrano. Capturé lors de la bataille de Tacuarí et conduit prisonnier vers un bateau amarré en face de Montevideo, il réussit à s’évader à la nage et s’incorpora dans l’armée qui assiégeait cette ville. Il revint ensuite à Santa Fe doté du grade de sous-lieutenant.
Il lutta contre les caudillos fédéralistes d’Entre Ríos dans la bataille dite du ruisseau Espinillo et, fait prisonnier, eut l’occasion de connaître le caudillo José Gervasio Artigas, dont il épousa les idées fédéralistes.

## Premières incursions comme caudillo
En 1816, avec le grade de lieutenant, il intervint comme chef du premier escadron de blandengues (corps de cavalerie) de Santa Fe pendant la révolution par laquelle sa province se separa de celle de Buenos Aires. Placé sous les ordres du commandant Mariano Vera, il se signala par son excellente conduite, obligeant à la reddition l’armée de reconnaissance portègne, commandée par le général Juan José Viamonte. À la suite de ce fait d’armes, il fut élevé au grade de capitaine et nommé chef de la frontière nord de Santa Fe.
Peu après, le commandant Vera, avec l’aide décisive du capitaine López, repoussa de Santa Fe une nouvelle armée portègne sous les ordres du général Eustoquio Díaz Vélez. López fut nommé lieutenant-colonel et commandant d’armes de la province, et l’année suivante entreprit une expédition victorieuse contre les indiens chaqueños dans le nord de sa province. 
Lorsque, le 15 juillet 1818, le gouverneur Vera fut déposé par l’opposition de ses propres alliés, la ville resta sans défense. Profitant de cette circonstance, López entra le 23 juillet dans la capitale provinciale et endossa la fonction de gouverneur de fait ; quelques semaines plus tard, il fut reconnu comme titulaire par le maire local.
Durant le gouvernement de Vera, le Directeur suprême Juan Martín de Pueyrredón avait laissé Santa Fe en paix. Cependant, après que López se fut porté au pouvoir, Pueyrredón organisa une invasion de la province, et mena, en septembre de cette même année, une attaque sur deux fronts : au départ de la province de Córdoba, sous le commandement du colonel Juan Bautista Bustos, et depuis le sud, au moyen d’une puissante armée, commandée par le général Juan Ramón Balcarce. La stratégie de López était en accord avec son infériorité numérique et d’armement : mener une guerre d’usure sous forme d’attaques continuelles exécutées par des troupes prenant la fuite aussitôt après. Sa tactique de combat consistait à utiliser des duos de cavaliers, armés d’armes à feu : l’un d’eux, après avoir mis pied à terre, tirait avec ses armes, tandis que l’autre immobilisait le cheval ; ensuite, ils chargeaient avec leurs lances.
López attaqua d’abord Bustos à Fraile Muerto (l’actuelle Bell Ville, dans la province de Córdoba), le laissant privé de chevaux, puis se replia immédiatement sur sa province. Balcarce, en dépit de la résistance des groupes de guerrilla laissés par López, parvint à avancer et occupa successivement Rosario, San Lorenzo et Coronda. López, conscient de cette progression, tenta de résister sur la ligne de défense du Rio Salado, mais fut débordé dans le combat du Paso de Aguirre par les forces disciplinées de l’envahisseur. López s’enfuit vers le nord et Balcarce s’empara, sans rencontrer de résistance, d’une Santa Fe désertée, et envoya sa cavalerie à la poursuite des combattants de Santa Fe, qui la battirent dans la bataille de Monte Aguiar. López commença ensuite une guerre de ressources, obligeant Balcarce à se cantonner dans la capitale provinciale. Après tant de vicissitudes, Balcarce fut contraint de se retirer en faisant de continuelles marches et contremarches, voyant ses chevaux et ses hommes détruits, pour finalement être conduit à se replier sur San Nicolás de los Arroyos.
Mais Pueyrredón ne s’avoua pas vaincu : il envoya Viamonte pour une deuxième attaque et donna des renforts à Bustos. Une nouvelle fois, López attaqua d’abord Bustos et l’affronta dans la bataille de La Herradura, qui resta indécise. Ensuite, il attaqua et vainquit les forces de Viamonte dans le combat de Barrancas, puis l’assiégea dans la ville de Rosario. Se trouvant là, López apprit que le général José de San Martín, libérateur national et héros de la guerre d’indépendance, se plaignait que sa campagne au Pérou pourrait être interrompue si on obligeait l’armée des Andes à se retirer sur Santa Fe, comme le requérait Pueyrredón. San Martín écrivit à López et à Artigas des missives séparées les conjurant de cesser les hostilités et de se rallier à la cause nationale. Alarmé, López remit la lettre de San Martín à Viamonte, le pressant d’engager des négociations de paix, afin que ne fût point perdue une guerre extérieure au bénéfice d’une guerre intérieure. Aussi López signa-t-il avec le Directoire, le 12 avril 1819, l’armistice de San Lorenzo, qui lui valut un bref répit, quoique sans résoudre la question de fond. Entre-temps, López faisait sanctionner la constitution provinciale de Santa Fe, la première du pays. Peu après fut sanctionnée à son tour la constitution unitaire (es), qui rejetèrent les provinces fédéralistes.

## Cepeda et le traité de Pilar
Le nouveau Directeur suprême, José Rondeau, résolut de poursuivre la stratégie de Pueyrredón, et sollicita l’aide des forces portugaises stationnées dans la Bande orientale, pour écraser les provinces fédéralistes de Corrientes et Entre Ríos, mais le gouverneur portugais ne voulut pas se compromettre.
Artigas, qui nominalement était le supérieur de López, lui donna l’ordre d’attaquer Buenos Aires, et envoya à son aide le caudillo originaire d’Entre Ríos, Francisco Ramírez, accompagné de Carlos María de Alvear, ci-devant gouvernant unitaire, qui pensait se servir des fédéralistes pour récupérer le pouvoir à Buenos Aires. Se joignirent à eux également José Miguel Carrera, qui caressait le dessein de retourner au Chili pour y reprendre le pouvoir, et Pedro Campbell, marin irlandais, qui commandait les forces correntines.
Derechef, Rondeau appela à la rescousse l’armée du Nord, mais celle-ci refusa, sous la forme d’une mutinerie, dite mutinerie d’Arequito, de s’engager dans la guerre civile et s’en retourna à Córdoba, de sorte que le Directeur suprême se retrouva seul face aux fédéralistes, qui le battirent dans la bataille de Cepeda, le 1er février 1820.
Dans les jours suivants, le Directoire disparut ainsi que le Congrès de Tucumán, et la province de Buenos Aires reconnut les autres provinces comme ses égales. Peu après fut signé le traité de Pilar entre les provinces de Buenos Aires, Santa Fe et Entre Ríos. Mais la nouvelle de la défaite d’Artigas dans la bataille de Tacuarembó allait donner une autre orientation au texte, et priver le caudillo oriental de l’aide escomptée. (La catastrophe de Tacuarembó, lors de laquelle les Luso-Brésiliens battirent les troupes menées par Artigas, signifia une grande perte de forces et de ressources militaires pour la cause fédéraliste en Argentine ; l’occupation de la Province Orientale par les troupes luso-brésiliennes rendait impérative une paix avec les unitaires établis dans la province de Buenos Aires, attendu que les troupes d’invasion pouvaient à présent attaquer et occuper aisément Entre Ríos y Santa Fe. De surcroît, les ports de la Bande Orientale étant désormais occupés par les Portugais et Brésiliens, le port de Buenos Aires était devenu pour les provinces de l’intérieur argentin l’unique point de sortie et d’entrée du commerce d’outremer. Toutes ces considérations, entre autres questions péremptoires, expliquent l’apparente « trahison » à Artigas que constitua le traité de Pilar.) Avec le traité, une paix éphémère fut établie entre les fédéralistes et Buenos Aires, et López rentra dans sa province.

## Fin de la première guerre civile
Buenos Aires cependant restait en proie à l’anarchie, et vers le milieu de l’année, plusieurs des partisans du Directoire, qu’on devait ensuite dénommer unitaires, furent rentrés dans l'ancienne capitale, tandis que celle-ci en outre se gardait de mettre en œuvre le traité de Pilar. López envahit une nouvelle fois Buenos Aires et battit le gouverneur Miguel Estanislao Soler dans la bataille de Cañada de la Cruz. Mais les Portègnes, conduits par Manuel Dorrego, surent réagir efficacement ; celui-ci en effet contre-attaqua et battit Alvear y Carrera à San Nicolás, et López à Pavón. Mais le caudillo de Santa Fe riposta à son tour et infligea une défaite écrasante à Dorrego dans la sanglante bataille de Gamonal.
López signa alors un nouveau pacte avec Buenos Aires, le traité de Benegas, du 24 novembre 1820, obtenant une indemnisation pour les invasions portègnes qu’avaient eues à souffrir sa province, indemnisation que le colonel Juan Manuel de Rosas se chargea de payer ponctuellement. Le garant du nouveau traité était le gouverneur de Córdoba Juan Bautista Bustos, son ancien ennemi.
Le nouveau traité mettait à l’écart Ramírez, qui décida d’attaquer Buenos Aires. Il lança son attaque en avril 1821, s’en prenant simultanément aux villes de Santa Fe et de Coronda ; mais le colonel Lucio Norberto Mansilla le trahit et le laissa seul face aux troupes de Buenos Aires et de Santa Fe à Coronda. Là, il parvint néanmoins à emporter deux batailles, pour être finalement battu par le gouverneur López. Ensuite, Ramírez se remit en marche pour attaquer Bustos, mais fut encore battu dans deux nouvelles batailles. Alors qu’il s’enfuyait, il fut rattrapé et tué par un groupe de soldats de López dans les environs de Villa María del Río Seco, dans le nord de la province de Córdoba. Sa tête fut envoyée à López, qui la fit embaumer et exposer pendant quelque temps dans une cage de fer. Ainsi s’acheva la guerre de sept ans, longue période de souffrance pour la province de Santa Fe.

## Années de paix
Durant les années qui suivirent, López, assuré par le traité dit du Quadrilatère, put gouverner sa province en paix, assisté des ministres (et futurs gouverneurs) Domingo Cullen (es) et Pascual Echagüe (es). La province réussit à améliorer rapidement son économie, en particulier l'élevage et le commerce.
Lorsque le général San Martín retourna de son expédition au Pérou, et craignait de se faire arrêter par le gouvernement de Buenos Aires pour avoir refusé de le défendre face aux caudillos fédéralistes en 1820, López lui écrivit « Je serai sur le Desmochado avec ma province en masse pour vous faire bonne compagnie jusqu’à la place de la Victoria. »
Il appuya la guerre de Cisplatine, et dirigea la campagne militaire dans les Missions orientales ; mais devant le refus de Fructuoso Rivera de se soumettre à lui, il laissa celui-ci conclure avec succès la campagne.
Après l’échec du Congrès général de 1824, à la suite de la paix douteuse que se laissa aller à signer le ministre du président Bernardino Rivadavia avec l’empire du Brésil, se réunit à Santa Fe une Convention nationale de représentants des provinces, qui nomma López chef de l’armée fédéraliste et chargea Dorrego (une nouvelle fois gouverneur de Buenos Aires, mais passé dans le camp fédéraliste) des relations extérieures.

## Reprise de la guerre
En décembre 1828, le général unitaire Juan Lavalle renversa et fit fusiller le gouverneur Dorrego. En réaction, López et Rosas firent alliance et le vainquirent dans la bataille de Puente de Márquez. Ensuite, Rosas assiégea Lavalle à Buenos Aires et le contraignit à démissionner ; à la fin de l’année, Rosas s’assura le gouvernement et la représentation nationale.
En 1830, la menace émanant de José María Paz, à la tête de la Ligue unitaire, portèrent les provinces du Litoral à adhérer le 4 janvier 1831 au Pacte fédéral. Celui-ci, conçu comme une alliance militaire, servira également durant deux décennies de base aux relations interprovinciales.
López et Rosas attaquèrent Paz dans la province de Córdoba : dans le sud, les portègnes battirent les unitaires dans la bataille de Fraile Muerto, tandis que dans le nord, López attaquait continuellement, mais sans présenter bataille. Paz tenta de l’entraîner dans une bataille ouverte, mais, alors qu’il inspectait le front, fut fait prisonnier par les forces de López le 10 mai 1831.
La guerre se termina presque sans combattre : la province de Córdoba vint alors à être gouvernée par les frères Reynafé, alliés de López, et Juan Facundo Quiroga aura raison de la Ligue unitaire dans la bataille de La Ciudadela. Les provinces restèrent sous l’hégémonie de López, Quiroga et Rosas. Avec l’appui de López, le gouvernement d’Entre Ríos passa à Pascual Echagüe.
La défaite de Paz fournit à López l’occasion politique de tenter de mettre sur pied, comme le stipulait le Pacte fédéral, une Commission représentative afin d’établir une Constitution nationale ; mais tant Rosas que Quiroga s’y opposèrent résolument. Si López parvint à placer des gouverneurs alliés dans les provinces de Entre Ríos, Córdoba et de Santiago del Estero, ceux-ci cependant se rapprochèrent progressivement de Rosas, de sorte que López se vit relégué au second plan dans la politique nationale.

## Dernières années
Les années qui suivirent furent un intermède de paix pour López, abstraction faite des combats qu’il eut à mener contre les indigènes dans le nord et contre les ranquels dans le sud-ouest de sa province. En 1833, après la prise des îles Malouines par les Britanniques, Santa Fe condamna par voie de communiqué l’usurpation. Le brigadier général López sut se maintenir comme une des grandes figures du fédéralisme et de la Confédération argentine. Il devint le porte-drapeau des fédéralistes qui refusaient de se soumettre à Rosas, mais il lui manquait, pour affronter celui-ci, les moyens et les ressources nécessaires.
Au début de 1835, l’assassinat de Quiroga, machiné et exécuté sur ordre des Reynafé, peut-être dans le but d’augmenter leur pouvoir, acheva de faire perdre à López prestige et influence ; les provinces de Córdoba et d’Entre Ríos restèrent aux mains de gouverneurs ne reconnaissant que Rosas pour leur chef. Mais López, déjà, ne se trouvait plus quère qu’en marge des événements, la progression de la tuberculose dont il était atteint l’empêchant en effet de sortir de sa maison plus que de très rares fois.
À la suite de l’instauration du blocus français du Río de la Plata en 1838, López missionna Domingo Cullen, son ministre, auprès de Rosas, afin d’obtenir un rapprochement entre celui-ci et le commandant de la flotte française. Mais l’émissaire, contournant Rosas pour cette question de relations extérieures, tenta de pactiser avec le chef de l'escadre maintenant le blocus. 
Estanislao López, patriarche de la fédération, s’éteignit à Santa Fe en juin 1838. Le deuil se prolongea pendant un mois et Santa Fe fut le théâtre du plus grand cortège funèbre de son histoire. Son frère Juan Pablo López devait hériter d’une partie de son prestige et sera à plusieurs reprises gouverneur de Santa Fe. Le plus connu de ses fils fut le colonel Telmo López (es), qui se distingua en combattant au sein de l’armée paraguayenne pendant la Guerre de la Triple Alliance.
Le décès de López, réduisant à néant les intrigues de Cullen, entraîna celui-ci dans la mort sur ordre de Rosas, et exacerba les luttes civiles en Argentine.